# Opéra (Paris metro)
Opéra är en tunnelbanestation och knutpunkt i Paris metro för linje 3, linje 7 och linje 8. Stationen ligger i närheten av Opéra Garnier. Det finns även anslutning till Paris pendeltåg och stationen Auber på linje A. Stationen finns i slutet av Avenue de l'Opera.

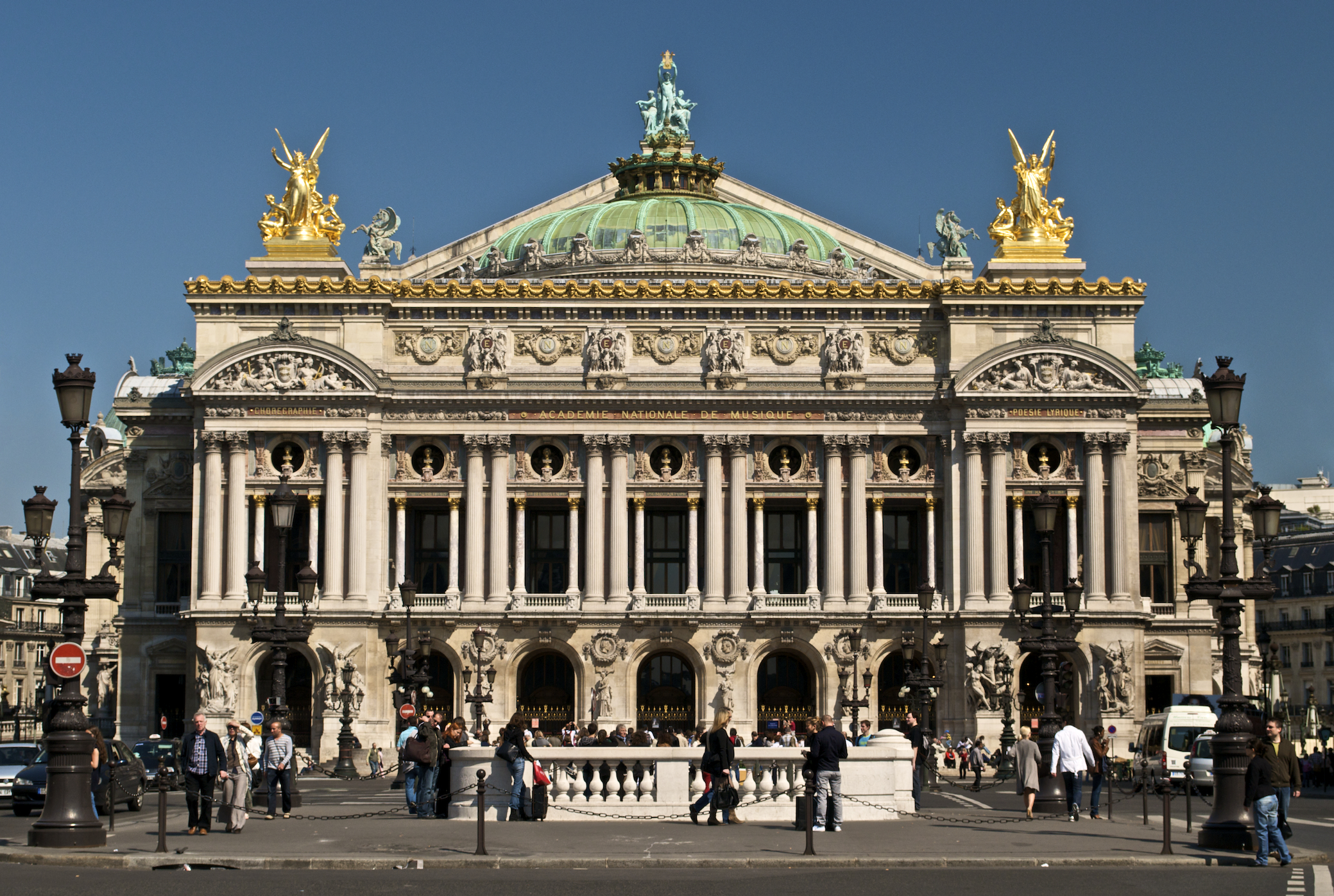
Opera Garnier
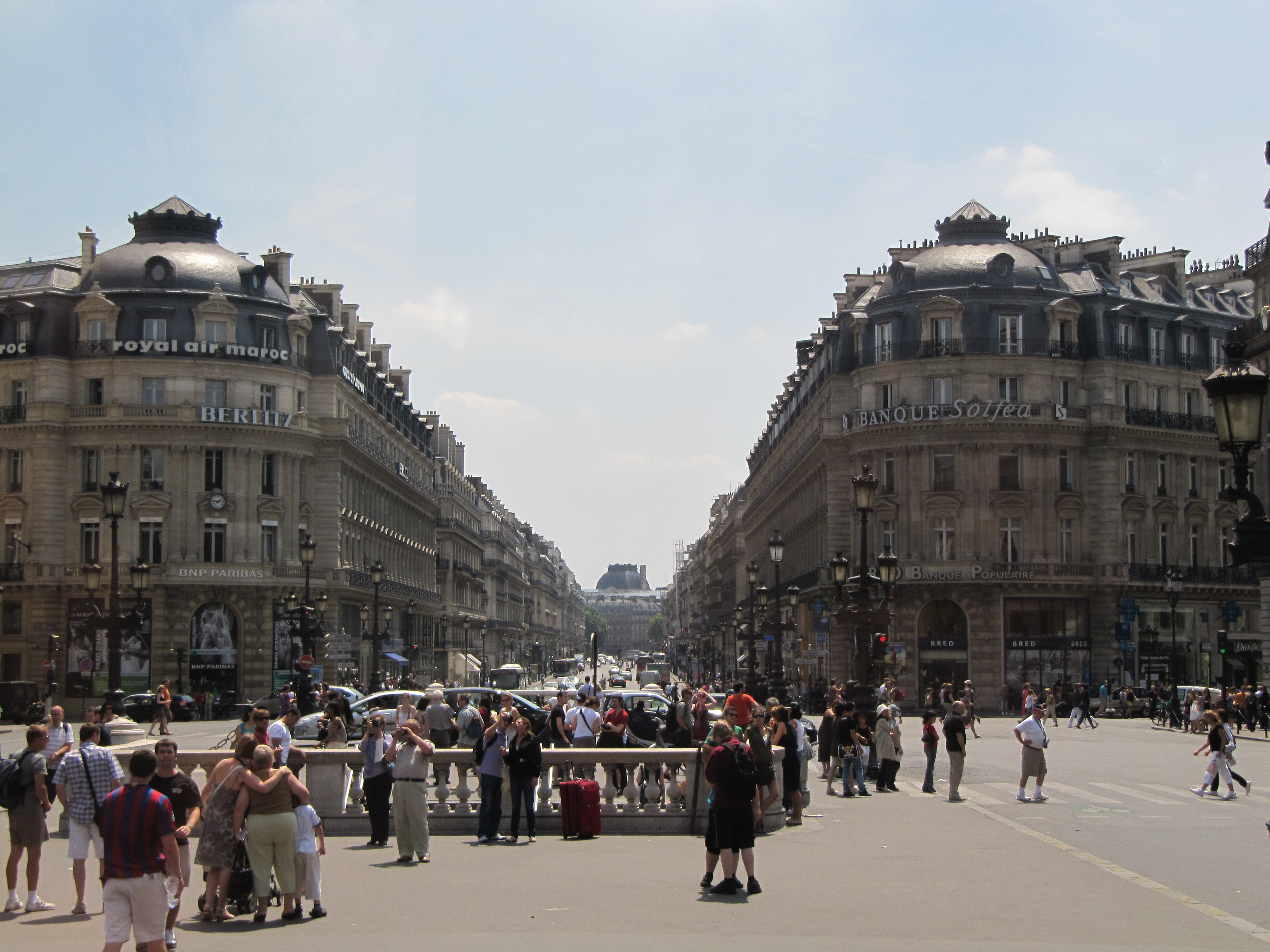
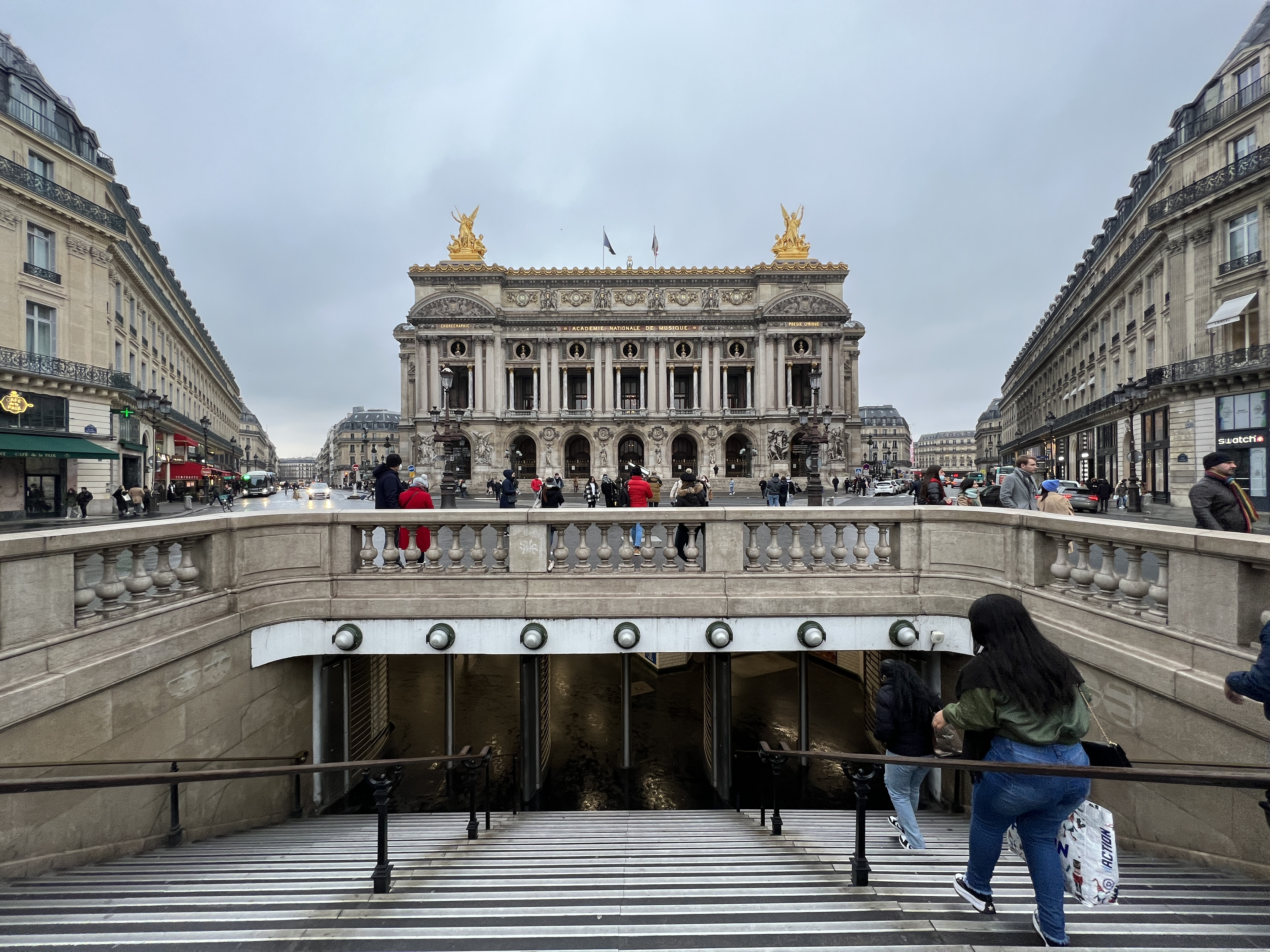
Entré vid Opera Garnier
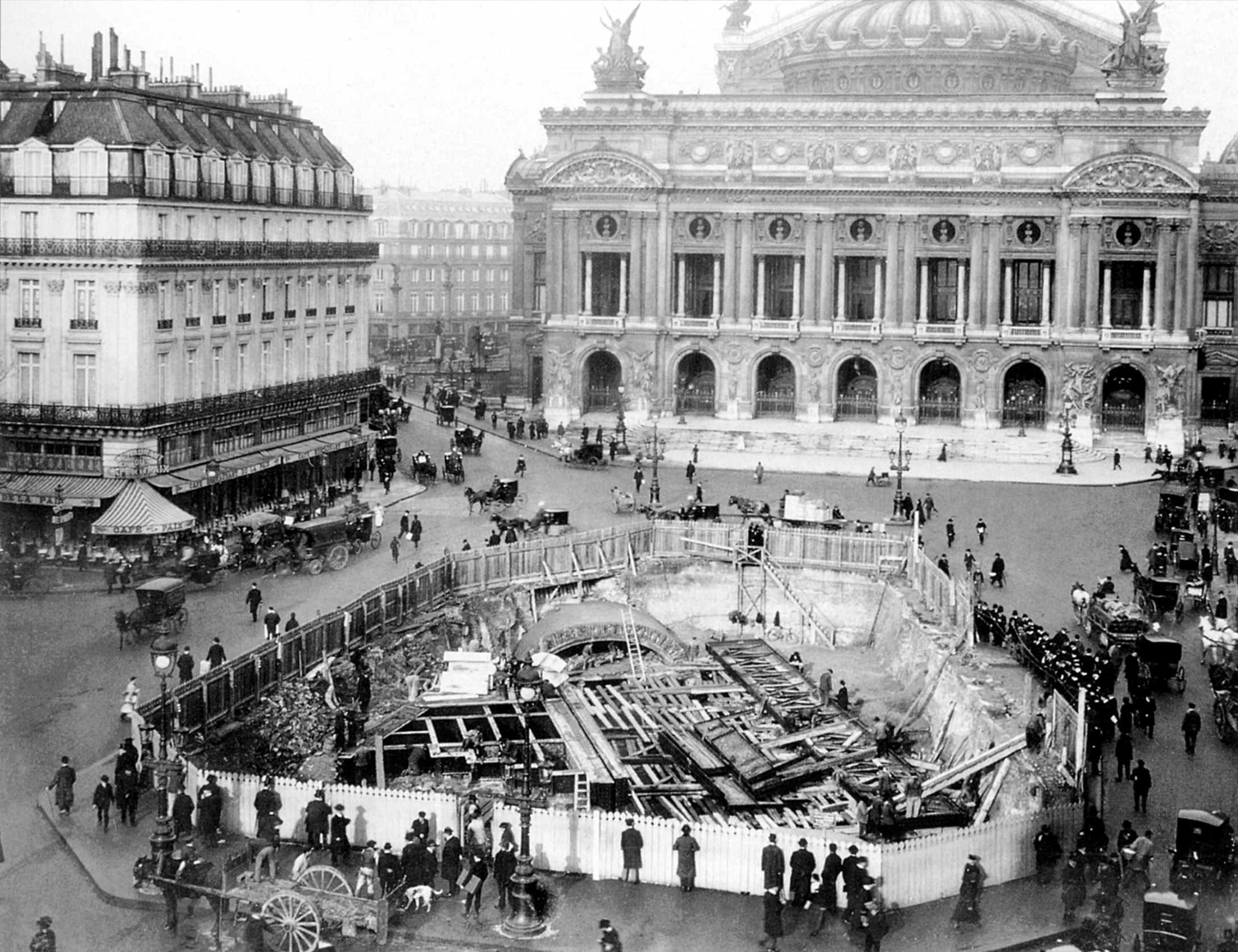
Byggandet av station Opera år 1900.
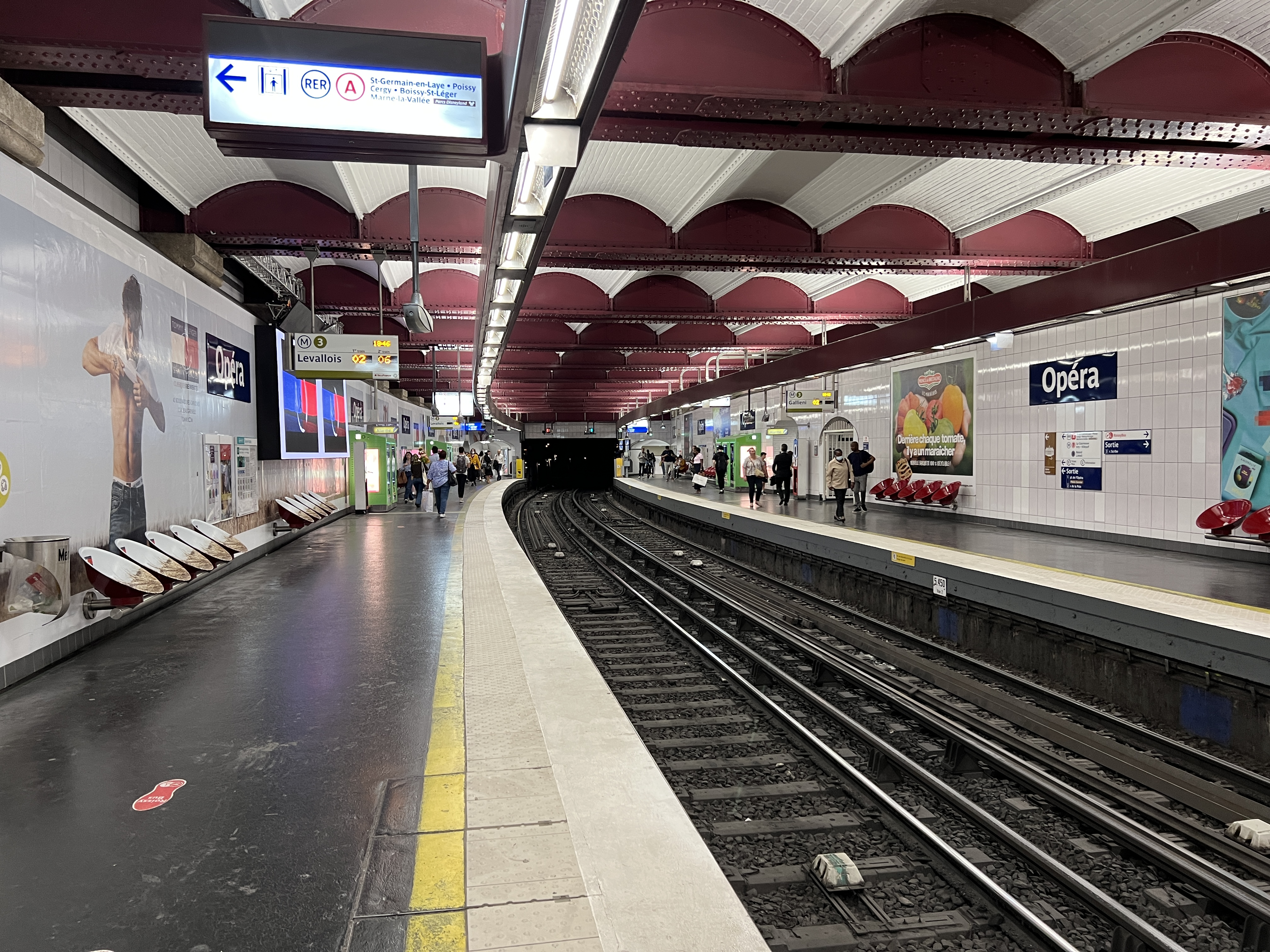
Perrong på Opéra för linje
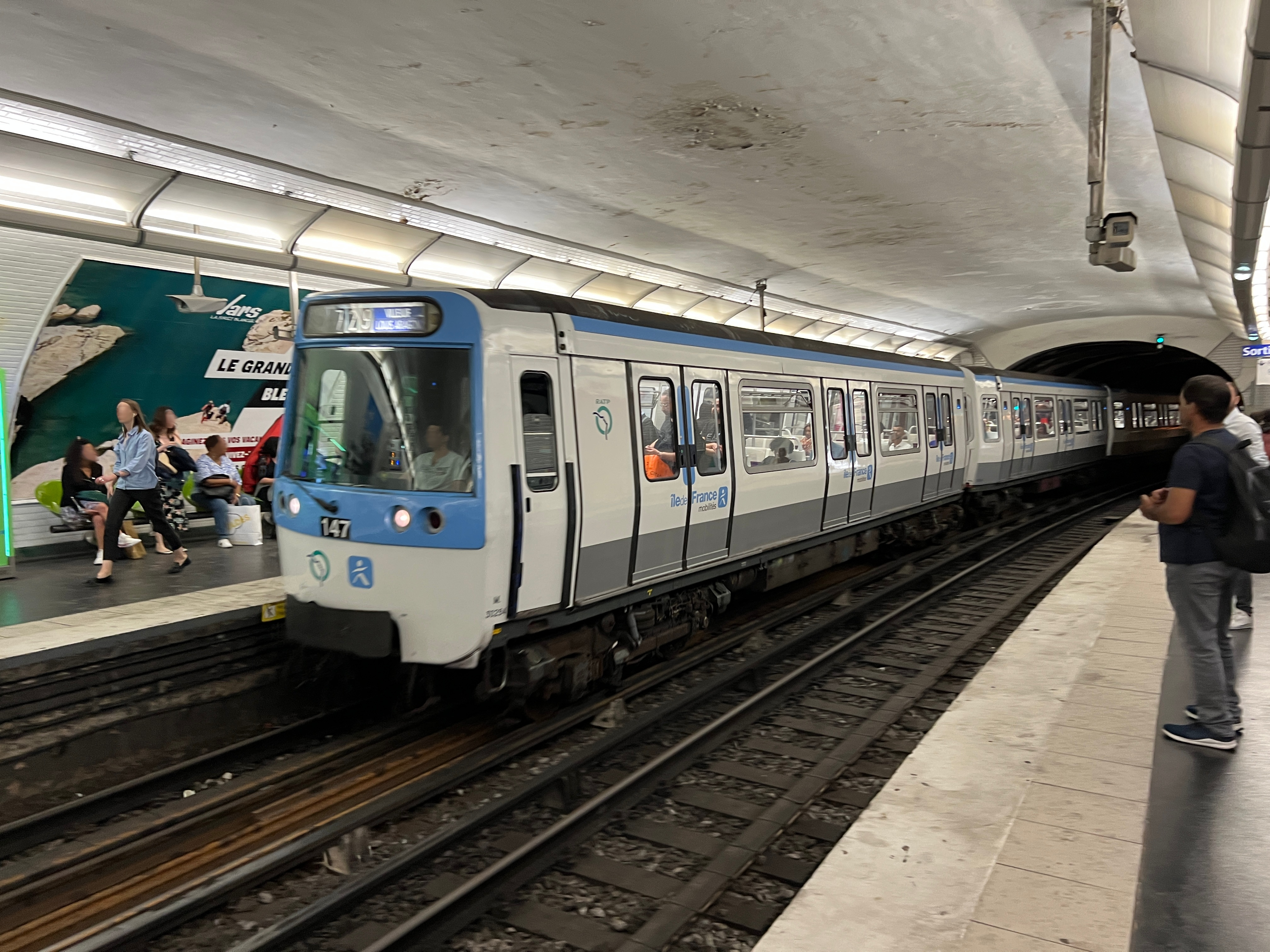
Perrong på Opéra för linje
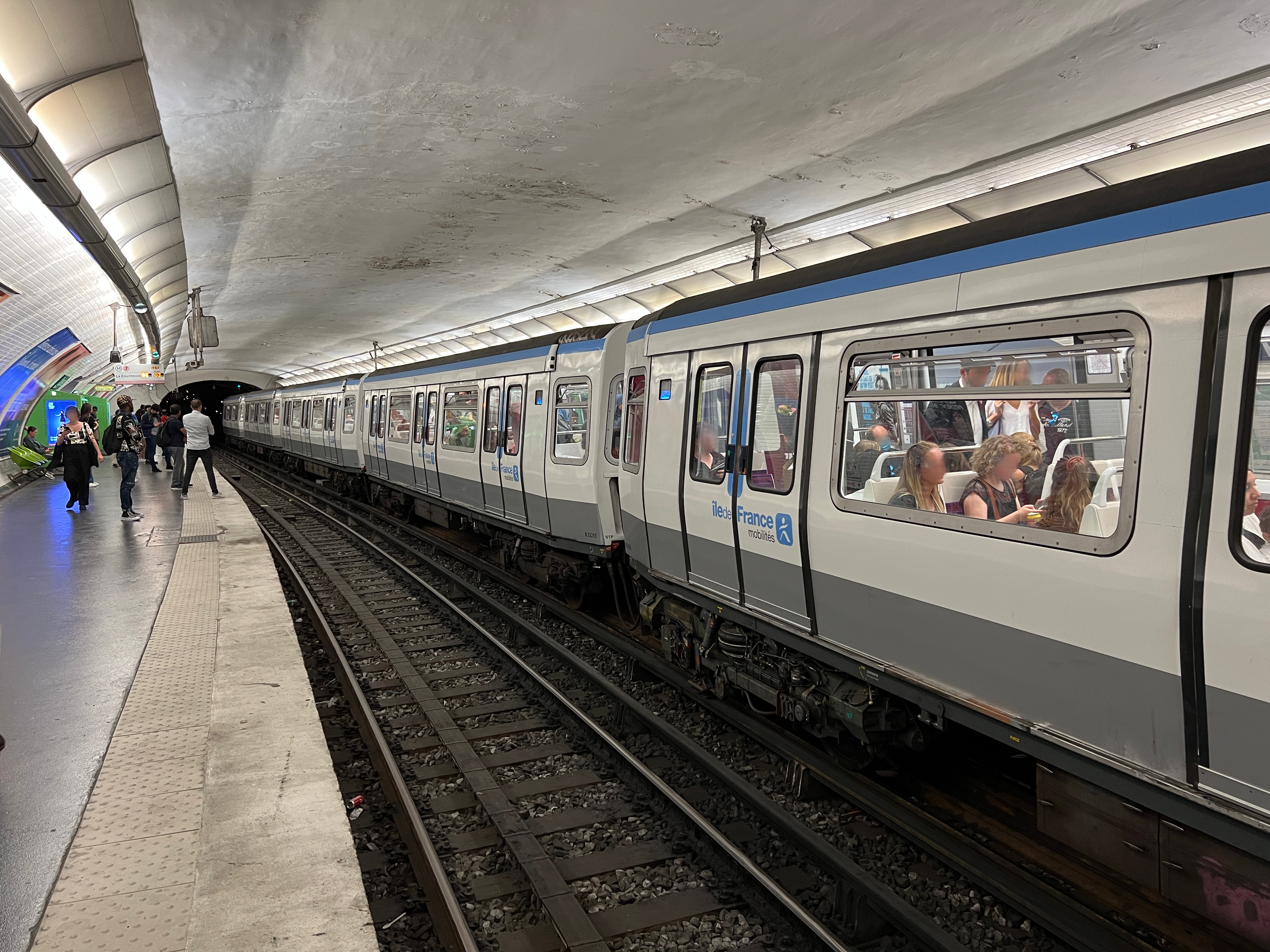
Linje
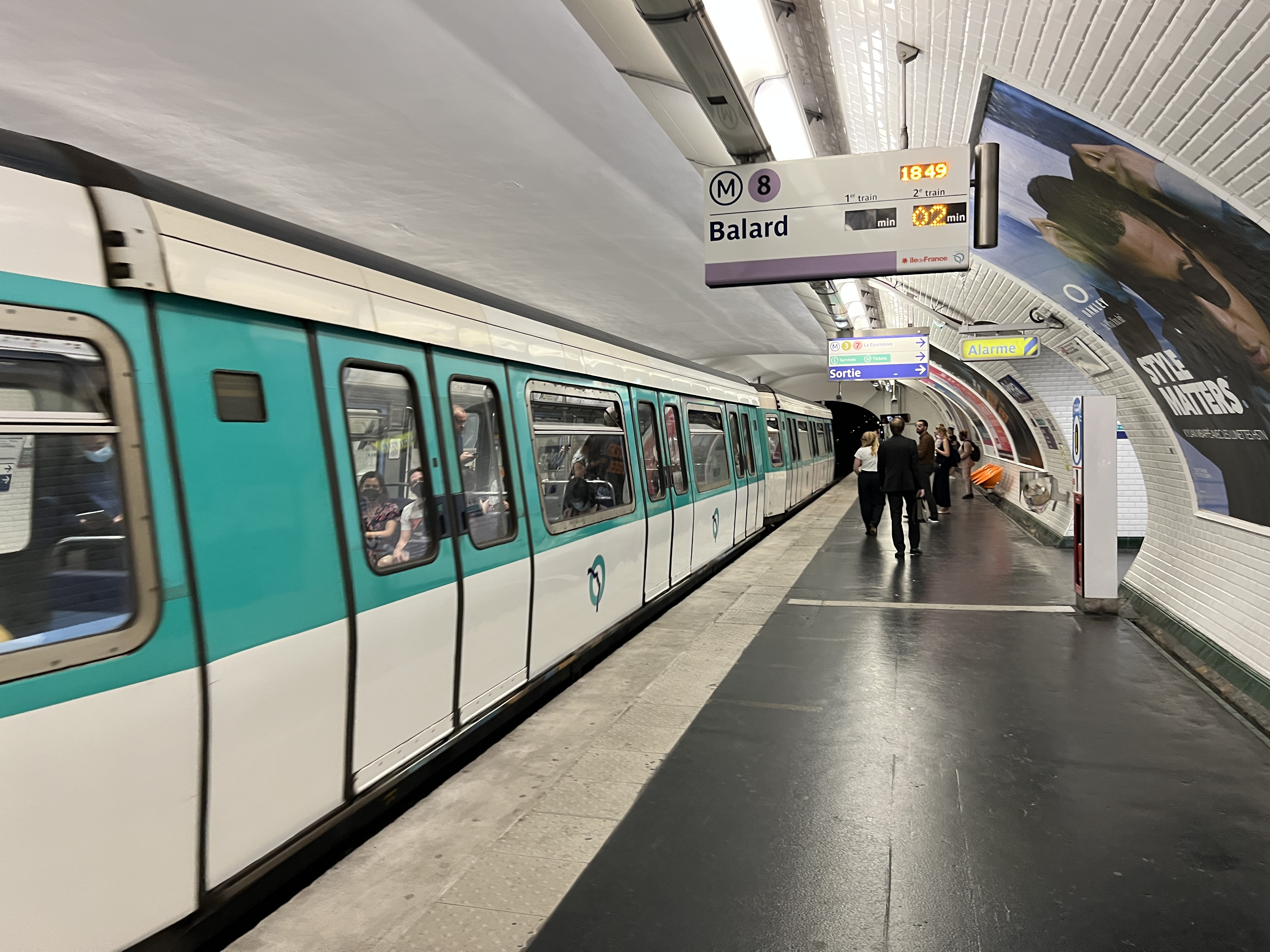
Perrong på Opéra för linje